# Język kami
Język kami – język bantu używany w regionie Morogoro w Tanzanii przez około 15 000 osób. Zanika na rzecz suahili i innych okolicznych języków, ale jest nadal stosowany w tradycjach religijnych oraz mediacji wśród ludu kami. Należy odróżnić ten język od nigeryjskiego języka kami.